# Macrocnemum
Macrocnemum es un género de fanerógamas en la familia Rubiaceae.

## Taxonomía
El género fue descrito por Patrick Browne y publicado en The Civil and Natural History of Jamaica in Three Parts 165. 1756. La especie tipo es: Macrocnemum jamaicense L.

## Especies aceptadas
A continuación se brinda un listado de las especies del género Macrocnemum aceptadas hasta enero de 2014, ordenadas alfabéticamente. Para cada una se indica el nombre binomial seguido del autor, abreviado según las convenciones y usos.
- Macrocnemum grandiflorum (Wedd.) Wedd.
- Macrocnemum humboldtianum (Schult.) Wedd.
- Macrocnemum jamaicense L.
- Macrocnemum pubescens (Benth.) Wedd.
- Macrocnemum roseum (Ruiz & Pav.) Wedd.
- Macrocnemum rotundatum Standl.
- Macrocnemum stylocarpum H.Karst.
- Macrocnemum tortuosum Herzog